# وسترن‌جیکو
وسترن‌جیکو (انگلیسی: WesternGeco) شرکت خدمات نفتی بریتانیایی است، که در سال ۱۹۳۳ تأسیس شد و هم‌اکنون زیرمجموعه‌ای از شرکت شلومبرژه می‌باشد.